# John S. Tanner
John Sumners Tanner, né le 22 septembre 1944 à Halls, est un homme politique américain, représentant démocrate du Tennessee à la Chambre des représentants des États-Unis de 1989 à 2011.